# Ooctonus flavipes
Ooctonus flavipes är en stekelart som beskrevs av Girault 1915. Ooctonus flavipes ingår i släktet Ooctonus och familjen dvärgsteklar. Inga underarter finns listade i Catalogue of Life.